# Nový svět (film)
Nový svět (v anglickém originále The New World) je britsko-americký dobrodružný film z roku 2005. Režisérem filmu je Terrence Malick. Hlavní role ve filmu ztvárnili Colin Farrell, Q’orianka Kilcher, Christopher Plummer, Christian Bale a August Schellenberg.

## Ocenění
Film byl nominován na Oscara v kategorii nejlepší kamera.

## Obsazení
| Colin Farrell         | John Smith          |
| Q’orianka Kilcher     | Pocahontas          |
| Christopher Plummer   | Christopher Newport |
| Christian Bale        | John Rolfe          |
| August Schellenberg   | Powhatan            |
| Wes Studi             | Opechancanough      |
| David Thewlis         | Edward Wingfield    |
| Yorick van Wageningen | Samuel Argall       |
| Ben Chaplin           | Robinson            |
| Jonathan Pryce        | Král                |